# Nyebunga
Nyebunga är ett vattendrag i Burundi.   Det ligger i provinsen Rutana, i den centrala delen av landet, 100 km sydost om huvudstaden Bujumbura.
I omgivningarna runt Nyebunga växer huvudsakligen savannskog. Runt Nyebunga är det ganska tätbefolkat, med 80 invånare per kvadratkilometer.